# Aruncați banca în aer
Aruncați banca în aer (în franceză Faites sauter la banque!) este un film franțuzesc de comedie din anul 1964, regizat de Jean Girault. Scenariul a fost scris de Louis Sapin și Jean Girault, iar rolul principal a fost interpretat de  Louis de Funès.

## Rezumat
Victor Garnier este proprietarul unui mic magazin cu articole de vânătoare și de pescuit. Bancherul André Durand-Mareuil l-a sfătuit să-și investească economiile în acțiunile Tangana. Dar acțiunile se prăbușesc și familia Garnier este ruinată. Victor Garnier își antrenează apoi întreaga familie (soția și cei trei copii) în săparea unui tunel care va ajunge la sala seifului agenției bancare situate vizavi de micul magazin de familie. Totuși, fiica sa cea mare, Isabelle, este curtată de Philippe Brécy, un tânăr funcționar care lucrează ca stagiar la Durand-Mareuil.

## Distribuție
- Louis de Funès – Victor Garnier, proprietarul magazinului Chasse et Pêche
- Jean-Pierre Marielle – André Durand-Mareuil, bancherul, vecinul lui Victor
- Yvonne Clech – Éliane Garnier, soția lui Victor
- Anne Doat – Isabelle Garnier, fiica cea mare
- Michel Tureau – Gérard Garnier, fiul
- Catherine Demongeot – Corinne Garnier, fiica cea mică
- Georges Wilson – agentul de poliție
- Jean Valmont – Philippe Brécy
- Claude Piéplu – preotul
- Georges Adet – Gerber, funcționarul care răspundea de seif
- Florence Blot – menajera
- Nicole Chollet – o clientă
- Alix Mahieux – Poupette, verișoara din Belgia
- Michel Dancourt – Casimir, verișorul din Belgia
- Jean Lefebvre – contramaistrul de pe șantier
- Guy Grosso – un client
- Dominique Zardi – un muncitor
- Henri Attal – Ramirez, un muncitor

## Despre film
- Acest film este a doua colaborare între Jean Girault și Louis de Funès după Pouic-Pouic. Cei doi au colaborat la 12 filme (Pouic-Pouic în 1963, Să jefuim banca! și Jandarmul din Saint-Tropez în 1964, Jandarmul la New York în 1965, Marile vacanțe în 1967, Jandarmul se însoară în 1968, Jandarmul la plimbare în 1970, Jo în 1971, Jandarmul și extratereștrii în 1978, Avarul în 1980, Supa de varză în 1981 și Jandarmul și jandarmerițele în 1982) până în 1982, când a decedat regizorul.
- Acest film a fost turnat între Pouic-Pouic al aceluiași regizor și Des pissenlits par la racine, regizat de Georges Lautner.
- Ca urmare a succesului repurtat de Pouic-Pouic, Jean Girault i-a propus lui Louis de Funès să joace într-un nou film de comedie regizat de el.
- Gardianul de la bancă se numește Gerber, nume purtat de personajul interpretat de Michel Galabru în seria "Jandarmul".
- Este de menționat prezența unor comici atipici ca Dominique Zardi și Henri Attal, aici în rolul unor muncitori care săpau un șanț.
- În 1983 (anul decesului lui Louis de Funès), acest film a fost lansat într-o versiune în culori.

## Recepție
Criticul Tudor Caranfil a dat filmului două stele din cinci și a făcut următorul comentariu: „Un comerciant onorabil care-și plătește, conștiincios, impozitele are imprudența să se arunce în speculații de bursă, consiliat de vecinul său, bancherul. Pierzându-și economiile, țelul vieții sale este să-l aducă pe „calea cea bună” pe verosul financiar, adică un „hold-up” asupra băncii care l-a falimentat. Filmul îi oferă lui de Funès cel puțin câteva secvențe savuroase: dialogul cu specialistul în „puțuri orizontale” sau investigarea candidă a depozitelor băncii.” 